# 進呈
| ウィキペディアには「進呈」という見出しの百科事典記事はありません（タイトルに「進呈」を含むページの一覧/「進呈」で始まるページの一覧）。 代わりにウィクショナリーのページ「進呈」が役に立つかもしれません。 |